# 카지미에자군

시비엥토크시스키에주 지도에 표시된 카지미에자군의 위치

카지미에자군(폴란드어: powiat kazimierski)은 폴란드 시비엥토크시스키에주에 위치한 군으로 군청 소재지는 카지미에자비엘카이며 면적은 422.48km2, 인구는 33,408명(2019년 기준), 인구 밀도는 79명/km2이다.
북쪽으로는 핀추프군, 북동쪽으로는 부스코군, 동쪽으로는 마워폴스카주 동브로바군, 남동쪽으로는 마워폴스카주 타르누프군, 서쪽으로는 마워폴스카주 프로쇼비체군, 미에후프군과 접한다. 5개 지방 자치체(2개 도시형 농촌, 3개 농촌)를 관할한다.

군기
군 문장